# Альдо Душер
Альваро «Альдо» Педро Душер (ісп. Álvaro 'Aldo' Pedro Duscher, нар. 22 березня 1979, Ескель) — аргентинський футболіст, що грав на позиції півзахисника, зокрема за «Депортіво» (Ла-Корунья) та національну збірну Аргентини.
Чемпіон Португалії. Дворазовий володар Суперкубка Іспанії з футболу. Дворазовий володар Кубка Іспанії.

## Клубна кар'єра
У дорослому футболі дебютував 1995 року виступами на батьківщині за «Ньюеллс Олд Бойз», в якому провів три сезони.
Протягом 1998—2000 років грав у Португалії, де був одним з основних гравців столичного «Спортінга». 2000 року  виборов у його складі титул чемпіона Португалії.
Своїми виступами у Португалії привернув увагу керівництва іспанського «Депортіво» (Ла-Корунья), яке виділило на трансфер аргентинця 13 мільйонів євро. У першому сезоні в новій команді провів лише 5 ігор в Ла-Лізі, після чого отримував дедалі більше ігрового часу і склав пару центральних півзахисників з легендою клубу, досвідченим бразильцем Мауро Сілвою. Загалом відіграв за клуб з Ла-Коруньї сім сезонів своєї ігрової кар'єри, взявши участь у понад 150 іграх першості Іспанії.
У 2007–2011 роках продовжував грати в елітному іспанському дивізіоні за «Расінг» (Сантандер), «Севілью» та  «Еспаньйол», після чого деякий час провів в еквадорській «Барселоні» (Гуаякіль).
Завершив ігрову кар'єру в кіпрському «Еносісі» 2012 року.

## Виступи за збірну
1999 року залучався до складу молодіжної збірної Аргентини, за яку провів чотири гри.
2005 року провів три гри за національну збірну Аргентини.
| Дата      | Місто       | Господарі | Результат | Гості     | Турнір            | Голи | Примітки |
| --------- | ----------- | --------- | --------- | --------- | ----------------- | ---- | -------- |
| 9-2-2005  | Дюссельдорф | Німеччина | 2 – 2     | Аргентина | товариський матч  | -    | 77'      |
| 26-3-2005 | Ла-Пас      | Болівія   | 1 – 2     | Аргентина | Відбір до ЧС 2006 | -    |          |
| 4-6-2005  | Кіто        | Еквадор   | 2 – 0     | Аргентина | Відбір до ЧС 2006 | -    | 31'      |
| Усього    |             | Матчів    | 3         |           | Голів             | 0    |          |

## Титули і досягнення
- Чемпіон Португалії (1):

«Спортінг»: 1999-2000
- Володар Суперкубка Іспанії з футболу (2):

«Депортіво»: 2000, 2002
- Володар Кубка Іспанії (2):

«Депортіво»: 2001-2002
«Севілья»: 2009-2010
- Чемпіон Південної Америки (U-20): 1997, 1999